# Sección de Patinaje del Real Madrid Club de Fútbol
El patinaje, tanto en su modalidad de patinaje sobre hielo como de patinaje artístico tradicional, comenzó a desarrollarse como actividad lúdica en el seno de las estructuras deportivas del Real Madrid Club de Fútbol, aunque finalmente no pudo desarrollarse con éxito. 

## Historia
Con la construcción de la pista de hielo en 1969, dentro de las instalaciones de la Ciudad Deportiva del Real Madrid, (construida en 1963), aquellos que eran socios del club podían acceder a las pistas para su uso y disfrute como actividad lúdica, utilizando sus correspondientes patines con cuchillas. De esta manera, se empezaba a potenciar esta incipiente sección de diversos grupos de aficionados del Real Madrid que querían practicar patinaje sobre hielo, y que debido a los graves problemas económicos por los que atravesaba el club, no pudo desarrollarse finalmente con éxito. De la misma forma que se impulsó el patinaje artístico tradicional (sobre ruedas).
La pista de hielo de la Ciudad Deportiva del Real Madrid ha sido la gran escuela de todos los jóvenes de los sesenta y setenta que con los patines de cuchillas se acercaban a disfrutar de un deporte único en la capital. La pista de hielo estaba situada en un pabellón rectangular de 65x35 metros, siendo la pista de 61x66 metros. La instalación para el hielo estaba compuesta de una red de tubos empotrados en la fosa de hormigón que forma la pista con sus correspondientes equipos de producción de frío.

## Enlaces de interés
- Real Madrid Club de Fútbol
- Real Madrid de Baloncesto
- Secciones Históricas Desaparecidas del Real Madrid C. F. http://www.facebook.com/Secciones, en Facebook.